# Maesa macrocarpa
Maesa macrocarpa är en viveväxtart som beskrevs av Rudolph Herman Scheffer. Maesa macrocarpa ingår i släktet Maesa och familjen viveväxter. Inga underarter finns listade i Catalogue of Life.